# CS/LM3型重机枪
CS/LM3型重机枪是一款由中国四川省成都市长庆机器厂（国营第216厂）所研制及生产的重机枪，是中国W-85的12.7×99毫米北约口徑（.50 BMG）外贸型版本。

## 概述
CS/LM3型重机枪是在W-85式12.7 毫米高射機槍基礎上改進而成的外貿產品，其他結構基本與W-85式高射機槍一致。